# أرهارد نيومان
أرهارد نيومان (بالإنجليزية: Erhard Neumann) هو دراج أمريكي، ولد في 1 سبتمبر 1932 في سانت لويس في الولايات المتحدة، وتوفي في 28 يناير 2002.

## وصلات خارجية
- أرهارد نيومان على موقع إحصائيات الدراجات الإحترافية (الإنجليزية)
- أرهارد نيومان على موقع أوليمبيديا (الإنجليزية)